# Colecção Henriquina
Die Colecção Henriquina (Heinrich-Sammlung) ist eine portugiesische Buchreihe. Sie wurde vom Comissão Executiva das Comemorações do V Centenário da Morte do Infante D. Henrique (portugiesisch für: Exekutivkomitee für die Gedenkfeiern zum 500. Todesjahr von Prinz Heinrich dem Seefahrer) herausgegeben.
Ziel der Reihe war es, im Jubiläumsjahr 1960 zum 500. Todestag von Heinrich dem Seefahrer das Andenken an die Historiographen und Forscher zu ehren, die sich durch ihre Arbeit in den verschiedenen Kapiteln der Geschichte der portugiesischen Entdeckungen besonders hervorgetan haben. Verschiedene Fachgelehrte haben an ihr mitgewirkt.
Die Sammlung erschien in Lissabon (Lisboa) in den Jahren 1958–1961. Sie enthält die folgenden Bücher:

## Bände
1. Damião Peres: História dos Descobrimentos Portugueses [Geschichte der portugiesischen Entdeckungen]
2. Vitorino Nemésio: Vida e Obra do Infante D. Henrique [Leben und Werk des Infanten D. Henrique]
3. Costa Brochado: Descobrimento do Atlântico [Die Entdeckung des Atlantiks]
4. A. Fontoura da Costa: A Ciência Náutica dos Portugueses na Época dos Descobrimentos [Die nautische Wissenschaft der Portugiesen im Zeitalter der Entdeckungen]
5. Quirino da Fonseca: Os Navios do Infante D. Henrique [Die Schiffe des Infanten D. Henrique]
6. Visconde de Santarém: Prioridade dos Descobrimentos Portugueses [Priorität der portugiesischen Entdeckungen]
7. Jaime Cortesão: A Política de Sigilo nos Descobrimentos [Die Politik der Geheimhaltung bei den Entdeckungen]
8. Armando Cortesão: Cartografia Portuguesa Antiga [Alte portugiesische Kartographie]
9. Padre António Brásio: A Acção Missionária no Período Henriquino [Die missionarische Tätigkeit in der Zeit Heinrichs]
10. Amaro D. Guerreiro: Panorama Económico dos Descobrimentos Henriquinos [Wirtschaftlicher Überblick über die Entdeckungen Heinrichs]
11. A. Moreira de Sá: O Infante D. Henrique e a Universidade [Heinrich der Seefahrer und die Universität]
12. Costa Brochado: Historiógrafos dos Descobrimentos. [Historiographen der Entdeckungen]